# 3939 Huruhata
3939 Huruhata è un asteroide della fascia principale del diametro medio di circa 30,46 km. Scoperto nel 1953, presenta un'orbita caratterizzata da un semiasse maggiore pari a 3,1129757 UA e da un'eccentricità di 0,0983642, inclinata di 24,74091° rispetto all'eclittica.